# Las Tunas (club de fútbol)
Las Tunas es el club de fútbol que representa a la provincia cubana de mismo nombre y actualmente milita en la primera división del fútbol cubano.

## Estadio
El equipo disputa sus partidos como local en el Estadio Ovidio Torres, Las Tunas. En este estadio también se practican otras disciplinas como, salto alto, salto largo, lanzamiento de martillo y carreras de diferentes tipos, disponiendo de pista para tales actividades a su alrededor. También es muy común verlo jugar en el Estadio de Amancio o Manatí (Cuba).[cita requerida]
La hinchada del club se encuentra principalmente en los municipios de la provincia y en menor grado en la capital provincial.[cita requerida]

## Jugadores destacados
- Geovanny Ayala[3]
- Dairon Blanco[4]
- Maikel Celada[3]
- Adrián Diz
- Ramón Núñez Armas[5][6]

## Entrenadores
- Alaín Delfín (2005)[7]
- Alain Delfín (2019)[8]
- Eder Bood (2020–presente)[1]